# Thoracostoma chilense
Thoracostoma chilense is een rondwormensoort uit de familie van de Leptosomatidae.